# Rudolf Gundlach (inżynier)

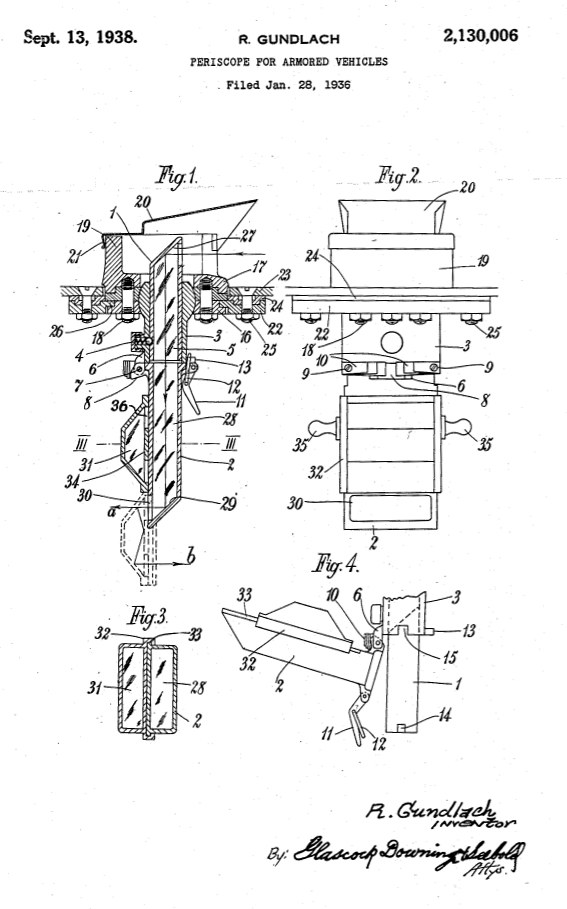
Schemat peryskopu odwracalnego z amerykańskiego patentu Grundlacha z roku 1936.

Rudolf Gundlach (ur. 28 marca 1892 w Wiskitkach k. Żyrardowa, zm. 4 lipca 1957 w Colombes k. Paryża) – major broni pancernych Wojska Polskiego, inżynier, konstruktor broni pancernej, wynalazca.

## Życiorys
Urodził się w rodzinie pastora Rudolfa Gundlacha i Wandy Pauliny z Manitiusów. Absolwent Politechniki Ryskiej, gdzie należał do polskiej korporacji akademickiej Welecja. W styczniu 1925 roku, po „ukończeniu odkomenderowania na studia powrócił do oddziału macierzystego” – 4 Dywizjonu Samochodowego w Łodzi, z jednoczesnym odkomenderowaniem do Wydziału Samochodowego Departamentu VI Wojsk Technicznych Ministerstwa Spraw Wojskowych.
18 lutego 1930 awansował na kapitana ze starszeństwem z 1 stycznia 1930 i 1. lokatą w korpusie oficerów samochodowych. W 1932 pełnił służbę w Wojskowym Instytucie Badań Inżynieryjnych w Warszawie. Na stopień majora awansował ze starszeństwem z 19 marca 1937 i 11. lokatą w korpusie oficerów broni pancernych.
W marcu 1939 pełnił służbę w Biura Badań Technicznych Broni Pancernych w Warszawie na stanowisku kierownika Wydziału Projektów i Konstrukcji. W 1929 był głównym projektantem samochodu pancernego wz.29, następnie nadzorował także prace nad innymi pojazdami, w tym czołgiem 7TP i prototypem czołgu 10TP. W latach 1938–1939 był też członkiem Komitetu Redakcyjnego „Przeglądu Wojsk Pancernych”.
Jego najbardziej znanym wynalazkiem był czołgowy peryskop odwracalny z 1934, znany także jako peryskop odwracalny Gundlacha.
Po klęsce wrześniowej w 1939 roku przedostał się przez Rumunię do Francji – tam pozostał przez cały czas wojny. Po wojnie i długim procesie sądowym, w roku 1947 uzyskał z tytułu sprzedaży patentu wysokie wynagrodzenie, co pozwoliło na kupno fermy we Francji pod Paryżem, gdzie pozostał do końca życia.

## Ordery i odznaczenia
- Srebrny Krzyż Zasługi – 30 listopada 1929 „za zasługi na polu rozwoju przemysłu wojennego”[8]
- Odznaka „Znak Pancerny” – honorowo 11 listopada 1933[9]